# Roger Craig (Footballspieler)
Roger Timothy Craig (* 10. Juli 1960 in Davenport, Iowa) ist ehemaliger US-amerikanischer American-Football-Spieler auf der Position des Runningbacks. Er spielte für die San Francisco 49ers, die Los Angeles Raiders und die Minnesota Vikings der National Football League (NFL).

## College
Seine College-Zeit verbrachte er an der University of Nebraska und spielte dort für die Cornhuskers. In einem Spiel gegen die Florida State Seminoles stellte er 1981 einen Schulrekord für den längsten Lauf (94 Yards) auf. Insgesamt erlief er 234 Yards in diesem Spiel, womit er 2006 nur noch den 10. Platz auf der Rekordliste des Colleges belegt. In der Saison erlief er 1.060 Yards und sechs Touchdowns bei einem Schnitt von 6,1 Yards per Lauf. Gemessen an seinen späteren Leistungen in der NFL, kamen nur magere 86 Yards durch gefangene Pässe in jenem Jahr zu seiner Gesamtleistung hinzu.

## NFL
Nach seiner guten aber eben nicht herausragenden Collegekarriere wurde er 1983 in der zweiten Runde der NFL Draft von den San Francisco 49ers ausgewählt. Roger Craig spielte in seiner Profizeit von 1983 bis 1990 für die San Francisco 49ers, 1991 bei den Los Angeles Raiders und von 1992 bis 1993 für die Minnesota Vikings. In seiner Zeit mit den 49ers gewann er, an der Seite von Quarterback Joe Montana, dreimal den Super Bowl.
Bei den 49ers kam dann eine neue Dimension zu seinem Spiel hinzu. Trainer Bill Walsh nutzte Craigs gute Fangeigenschaften dazu den Runningback auch immer öfter ins Passspiel zu integrieren und betonte mit dem kurzen Pass auf einen der Tailbacks ein wesentliches Merkmal seiner noch jungen West Coast Offense. In der Saison 1985 schaffte Craig es als erster Spieler der NFL in einer Saison über 1000 Yards zu erlaufen und Pässe für über 1000 Yards zu fangen. Insgesamt erlief er 1050 Yards in 214 Versuchen mit neun Touchdowns und fing 92 Pässe über 1016 Yards bei sechs Touchdowns. Ihm selbst gelang es nicht mehr, dieses Kunststück zu wiederholen und bis 1999 auch keinem anderen Spieler der NFL. Erst Marshall Faulk konnte diese Leistung 16 Jahre später bei den St. Louis Rams wiederholen, aber auch er schaffte es nur dieses eine Mal. Die 92 gefangenen Pässe in der Saison 1985 bedeuteten damals einen NFL-Rekord für Runningbacks und Craig ließ damit in diesem Jahr sogar alle Wide Receiver hinter sich.
Im Super Bowl der Vorsaison, am 20. Januar 1985 (Super Bowl XIX), erlief Roger Craig 58 Yards, fing 7 Pässe für 77 Yards und war der erste Spieler der NFL, der drei Touchdowns in einem Super Bowl erzielte. Während des 38:16-Sieges gegen die Miami Dolphins schafften die San Francisco 49ers mit 537 Yards einen weiteren Super-Bowl-Rekord. Den Teamrekord für die meisten erlaufenen Yards in einer Saison stellte Craig 1988 mit 1502 Yards auf. Dieser wurde erst zehn Jahre später von Garrison Hearst mit 1570 Yards gebrochen. Zusammen mit seinen gefangenen Pässen über 534 Yards konnte er zum zweiten Mal in seiner Karriere die 2000-Yards-Marke knacken und wurde zum Offensive Player of the year gewählt. Im darauffolgenden Endspiel (Super Bowl XXIII) am 22. Januar 1989 gegen die Cincinnati Bengals gewann Craig seinen zweiten Super-Bowl-Titel. In dem Spiel erlief er 71 Yards in 17 Versuchen und steuerte weitere 101 Yards aus acht gefangenen Pässen bei.
Nach der folgenden Saison konnten die 49ers ihren Super-Bowl-Titel (Super Bowl XXIV) verteidigen. Beim 55:10-Sieg gegen die Denver Broncos erlief Craig 69 Yards in 20 Versuchen und erzielte den Touchdown zum 54:10. Weitere 34 Yards bei acht Passfängen kamen hinzu. Aufgrund der überragenden Leistungen von Joe Montana und Jerry Rice konnte Roger Craig zwar dreimal den Super Bowl gewinnen, aber nicht einmal den Titel des Super Bowl MVP (wertvollster Spieler des Endspiels) erringen. Die Jagd nach einem – nie dagewesenen – dritten Super Bowl in Folge endete für Roger Craig tragisch. In seinem letzten Spiel für die 49ers, im NFC Championship Game gegen die New York Giants, verlor ausgerechnet er den Ball (Fumble) im letzten Viertel bei einer 13:12-Führung seiner Mannschaft. Lawrence Taylor eroberte den Ball für die Giants und Ersatzquarterback Jeff Hostetler führte sein Team 33 Yards weit, bis in die Hälfte der 49ers. Kurz darauf konnten die Giants mit Auslaufen der Uhr das Spiel durch ein Field Goal von Matt Bahr (sein fünftes in diesem Spiel) über 42 Yards zum 13:15-Endstand für sich entscheiden.
Bereits in seiner letzten Saison mit den 49ers, aber auch in den drei Spielzeiten danach konnte Craig nicht mehr an seine früheren Leistungen anknüpfen. Er spielte noch eine Saison mit den Raiders und zwei weitere für die Vikings, ehe er vom Profisport zurücktrat. Er beendete seine Karriere mit 8189 erlaufenen Yards aus 1991 Versuchen mit 56 Touchdowns; 4911 Yards aus 566 gefangenen Pässen bei 17 Touchdowns. Mit weiteren 43 Yards aus drei Kickoff-Returns erzielte er insgesamt 13.143 Yards und 73 Touchdowns. Er wurde viermal in den Pro Bowl gewählt (1985 und 1987 bis 1989) und schaffte es in jedem seiner elf Profijahre in den Play-offs zu spielen. Bis heute (2006) ist er der einzige Runningback, der eine NFL-Saison mit den meisten gefangenen Pässen abschloss und der einzige Runningback der Pässe für mehr als 100 Yards in einem Super Bowl fing.
Craig ist Mitglied im National Football League 1980s All-Decade Team und in der Bay Area Sports Hall of Fame. Er wurde 2009 für die Aufnahme in die Pro Football Hall of Fame nominiert.

## Nach der Karriere
Craig arbeitet heute in einer Softwarefirma.